# Emco Group
Die Erwin Müller GmbH ist die Konzernobergesellschaft der Emco Group, einem deutschen Hersteller von  
Gebäudetechnik, Befestigungstechnik und Bürotechnik mit Sitz in Lingen (Ems).

## Unternehmensstruktur
Die Unternehmensgruppe setzt sich aus vier verschiedenen Unternehmen zusammen und ist in drei verschiedenen Geschäftsfeldern (Gebäudetechnik, Befestigungstechnik und Bürotechnik) tätig:
- Die emco Bad GmbH ist Hersteller von Badezimmer-Accessoires, Spiegelschränken und Möbeln.
- Die emco Bautechnik GmbH stellt Sauberlaufsysteme mit Aluminium-Eingangsmatten und Teppichmatten her.
- Die Novus Dahle GmbH stellt Produkte unter dem Markennamen Novus für den Geschäftsbereich Befestigungstechnik wie Hand-, Elektro-, Akku- und Drucklufttacker sowie Produkte für den Geschäftsbereich Bürotechnik wie Heftgeräte, Heftklammern und Locher her. Im Bereich der Tischheftgeräte ist Novus Marktführer. Auch Mehrplatzsysteme sind Teil der Novus Produktpalette wie Monitor-Tragarme, Ablagesysteme, Schreibtischleuchten und Sichttafelhalter. Unter dem Markennamen Dahle stellt das Unternehmen Papierschneidemaschinen (Hebel-, Roll- und Schnitt- und Stapelschneidemaschinen) sowie Aktenvernichter und Präsentationssysteme wie Flipcharts her.

Neben dem Hauptunternehmenssitz in Lingen gibt es weitere Produktionsstandorte in Tschechien, Frankreich und China. Weltweit beschäftigt sie über 1200 Mitarbeiter, von denen über 600 am Standort Lingen arbeiten. Die Exportquote liegt bei über 50 Prozent.

## Geschichte
Nach der Gründung des Unternehmens 1945 begann die Produktion von Heftgeräten 1949. 1960 wurden erstmals Badaccessoires und 1968 Roll- und Schwimmbadroste hergestellt. Neue Fertigungsstätten wurden 1994 in Tschechien und China gegründet. Nach einem Brand 1997, bei dem Produktionsstätten für Bau- und Klimatechnik zerstört wurden, begann der Wiederaufbau innerhalb von acht Monaten. 2002 übernahm die Erwin-Müller-Gruppe Dahle sowie die Firma C/R/O in Erkrath. Im März 2014 wurde die Erwin-Müller-Gruppe in Emco Group umbenannt. 
Nach dem Tod von Harald Müller im Dezember 2015 übernahm Christian Gnaß als Geschäftsführender Gesellschafter die Führung des Familienunternehmens.